# Heinz Ruß
Heinz Ruß (* 5. Oktober 1939 in Mürzzuschlag, Steiermark) ist ein ehemaliger österreichischer Fußballspieler. Während seiner Laufbahn absolvierte der Defensivspieler mehr als 400 Spiele für den SK Sturm Graz und spielte zweimal für die österreichische Nationalmannschaft.

## Karriere
Heinz Ruß, der hauptberuflich im Stahlwerk arbeitete, begann seine Laufbahn als Fußballspieler beim drittklassigen Landesligaklub ASK Phönix Hönigsberg, ehe er 1962 gemeinsam mit dem Stürmer Günther Kropf zum SK Sturm Graz wechselte. Sein erstes Pflichtspiel in der Regionalliga Mitte absolvierte er im September desselben Jahres bei einem 3:1-Sieg gegen den WSV Donawitz. 1964 gelang Sturm der Aufstieg in die Staatsliga, zwei Jahre später nach dem zwischenzeitlichen Abstieg der sofortige Wiederaufstieg.
1968 schulte Trainer Gerd Springer den gelernten Außenverteidiger Heinz Ruß zum Libero um. Im Herbst jenes Jahrs wurde er von Teamchef Leopold Šťastný in die Nationalmannschaft einberufen und absolvierte zwei freundschaftliche Länderspiele gegen die Schweiz (0:1 in Bern) und gegen Irland (2:2 in Dublin). Ein Unfall im darauffolgenden Mai bereitete der Hoffnung auf weitere Länderspieleinsätze ein jähes Ende: Während einer Autofahrt nach Graz stießen sein Vereinskollege Ladislaus „Ladi“ Swoboda und Beifahrer Ruß bei Mixnitz frontal mit einem entgegenkommenden Pkw zusammen. Er überlebte schwer verletzt, musste aber nach längerem Krankenhausaufenthalt ein halbes Jahr Pause einlegen.
Im Rahmen des Messestädte-Cups 1970/71 übernahm Heinz Schilcher die Libero-Position, während Ruß wieder als Außenverteidiger auflief. Nach einem überraschenden 1:0-Heimsieg schied Sturm in der zweiten Runde gegen den FC Arsenal aus. Nachdem er von Adolf Remy zum Abwehrchef gemacht worden war, fungierte er in der Trainerära von Karl Schlechta als Mannschaftskapitän und kam in den folgenden Jahren trotz seines vergleichsweise hohen Fußballeralters in fast jedem Spiel zum Einsatz. Zu seinen Mitspielern gehörten unter anderem Gernot Jurtin, Hubert Kulmer, Andy Pichler, Kjeld Seneca, Kurt Stendal und Heribert Weber. Höhepunkte seiner Karriere waren die Erfolgsserie im Herbst 1973 inklusive Tabellenführung sowie der Einzug ins ÖFB-Cup-Finale 1974/75, das nach Hin- und Rückspiel (0:3 bzw. 2:0) knapp gegen die SSW Innsbruck verloren ging. Im März 1976 stand er mit Sturm nach Siegen gegen Slawia Sofia und Haladás Szombathely im Viertelfinale des Europapokals der Pokalsieger, wo man Eintracht Frankfurt unterlag. Sein letztes von insgesamt 411 Bewerbsspielen für den SK Sturm bestritt er im Alter von 38 Jahren im April 1978.
Ruß erwarb zur Saison 1995/96 eine ÖFB-Trainerlizenz und absolvierte ein Jahr später einen Trainerlehrgang des steirischen Landesverbandes. Von August 2006 bis Juni 2009 trainierte er den Oberliga- bzw. Unterligaverein ESV Sparkasse Mürzzuschlag. Er lebt verwitwet in seiner Heimatstadt Mürzzuschlag.

## Spielweise
Heinz Ruß war für seine beidbeinige Ballführung bekannt und galt als „technisch starker“ Fußballspieler. Trat er anfangs auf der Position eines Außenverteidigers in Erscheinung, ließ er sich in den späten Zwanzigern zum Libero umschulen und wechselte danach wieder auf seine gelernte Stammposition zurück.
Der langjährige Mannschaftskapitän und für seine Vereinstreue bekannte Ruß, der bereits 1964 einer Verpflichtung durch Rapid-Sportdirektor Franz Binder widerstanden hatte, wurde 2009 von den Fans als rechter Außenverteidiger neben Mario Haas, Gernot Jurtin, Günther Neukirchner, Michael Petrović, Hannes Reinmayr, Markus Schopp, Helmut Senekowitsch, Kazimierz Sidorczuk, Manfred Steiner und Ivica Vastić in die Sturm-„Jahrhundertelf“ gewählt.

## Erfolge
- Aufstieg in die Staats- bzw. Nationalliga 1964 und 1966
- Finale des ÖFB-Cup 1974/75
- Viertelfinale des Europapokal der Pokalsieger 1975/76